# Populus alba
Il pioppo bianco (Populus alba L., 1753), detto anche pioppo argentato, gattice o albera, è un albero a foglie caduche della famiglia delle Salicacee.

## Descrizione

### Portamento

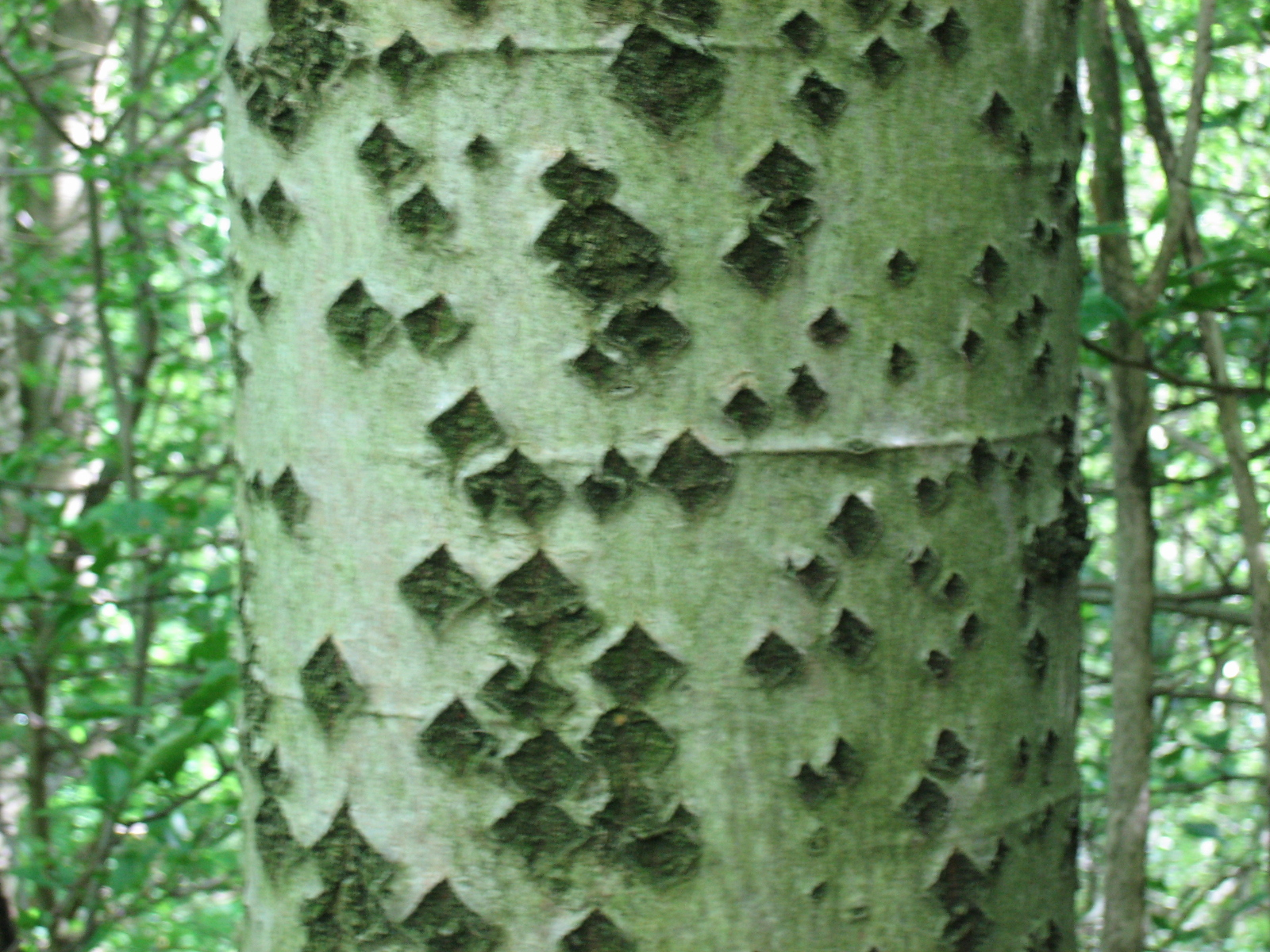
Tronco, con i caratteristici segni a forma di rombo.

È alto spesso fino a 30 metri (più raramente fino a 40, e alcuni esemplari raggiungono eccezionalmente i 50), con un'ampia chioma arrotondata. Tra le numerose specie e varietà di pioppo questa è la più sana e longeva, anche se raggiunge raramente il centinaio d'anni d'età; esistono, tuttavia, prove documentate di alcuni individui in Parchi storici vissuti eccezionalmente oltre 180 anni. La sua corteccia grigio chiaro, simile a quella della betulla, rimane per lungo tempo liscia e punteggiata da piccole lenticelle suberose a forma di rombo; invecchiando diviene più scura e solcata longitudinalmente dalla base dell'albero e progressivamente diventa ruvida e molto scura.

### Foglie

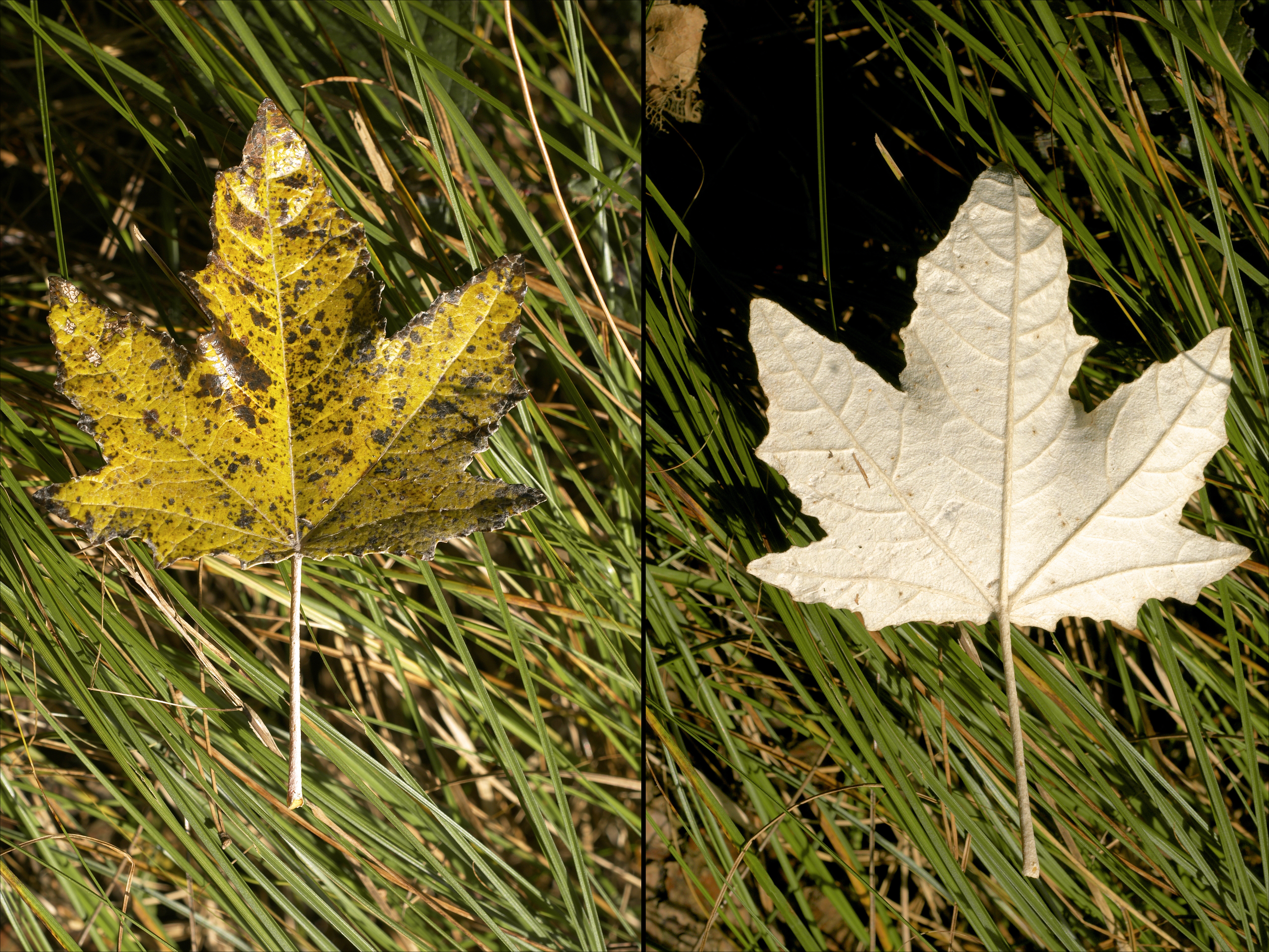
Foglie

Le foglie, caduche, semplici, alterne, sono di due tipi: turionali (cioè dei rami sterili) più grandi, palmato-lobate (con 5 lobi ottusi) e grossolanamente triangolari, con picciolo lungo 5-9 cm e margine con grossi denti; foglie brachiblastali (cioè dei rami fioriferi) di 4-7 x 3-5 cm, brevemente picciolate (2-3 cm), ovali o ellittiche, grossamente dentate; in entrambe le tipologie la pagina superiore è verde-opaca mentre quella inferiore bianco-tomentosa o feltrosa, nivea nelle turionali, più grigiastra nelle brachiblastali; assumono colore giallo in autunno.

### Fiori

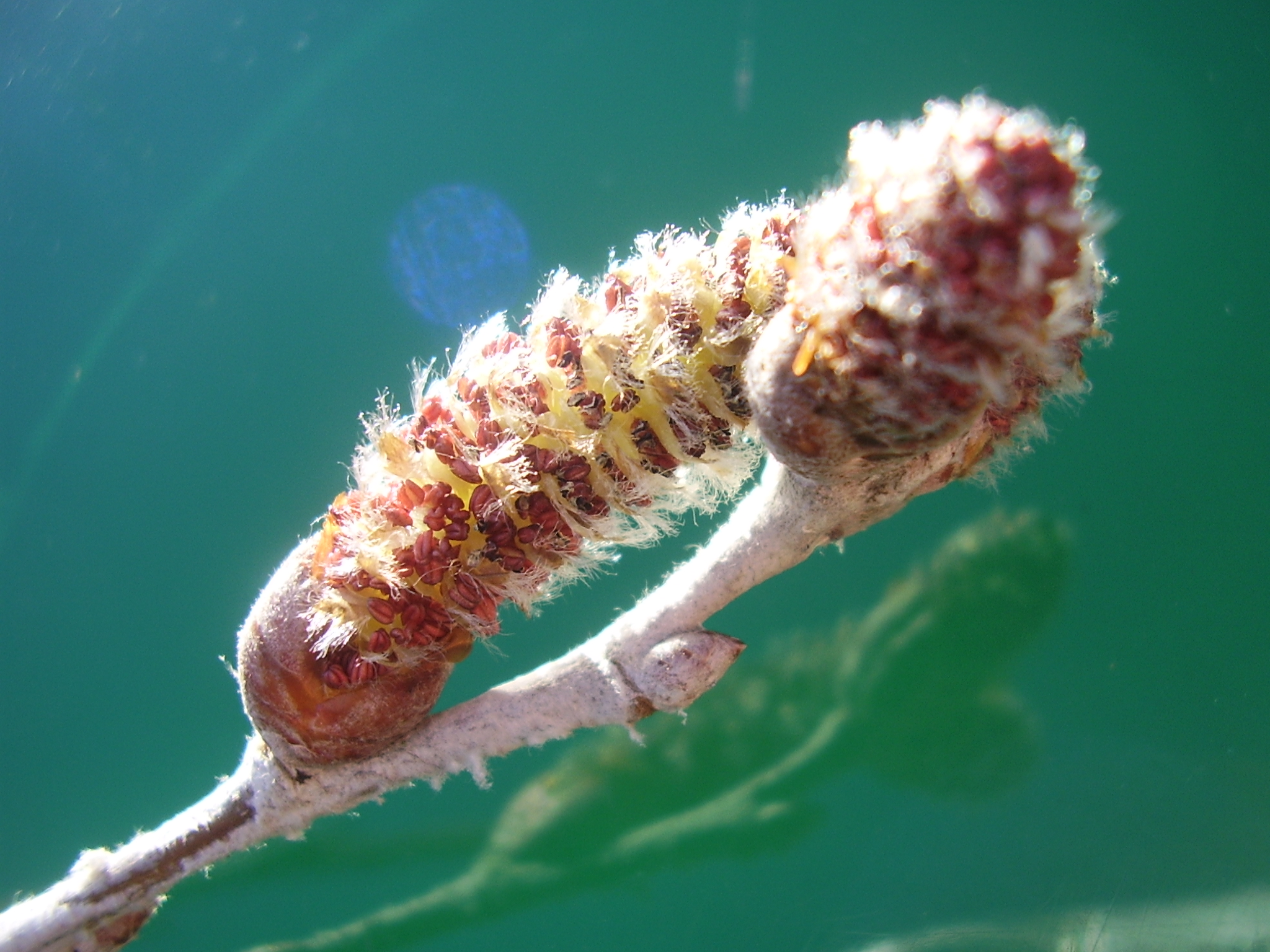
Amenti maschili

Come tutte le altre Salicaceae, il pioppo bianco è una pianta dioica con i fiori unisessuali riuniti in amenti, che compaiono prima delle foglie. Questo tipo di infiorescenza ad amento pendulo è comune nelle specie arboree a impollinazione anemofila. Gli amenti maschili sono cilindrici, quelli femminili corti con fiori ascellanti su una brattea pelosa.
Anche la dispersione dei semi, contenuti in capsule, è affidata al vento grazie alla presenza su questi di filamenti pelosi il cui insieme è detto pappo. Il pappo pur costituito di finissima cellulosa provoca sempre fastidio a occhi e naso con spesso reazioni allergiche.

## Distribuzione e habitat
È una specie centro europea meridionale, il cui areale si estende fino all'Africa settentrionale e all'Asia centrale.
Il suo habitat naturale è rappresentato da suoli incoerenti, sciolti limosi-argillosi, che rimangono umidi tutto l'anno ma senza subire regolari inondazioni, dove si associa a specie arboree, quali l'ontano, il frassino, l'olmo e il Salix alba. In Italia si trova dalla pianura fino a circa 1500 m s.l.m. È abbastanza resistente alla salsedine. È più termofilo di altre specie del genere.

## Coltivazione
I pioppi sono essenziali nell'azione di consolidamento degli argini dei fiumi, in relazione anche all'ampia estensione dell'apparato radicale che si dirama dalla pianta madre per oltre venti metri. Spesso viene piantato artificialmente in filari per l'utilizzo del legname, modificando drasticamente il paesaggio.

## Usi
Il legno è leggero e viene impiegato nella produzione di cellulosa, compensati, mobili di poco pregio.
Alcune cultivar, come ad esempio Populus alba cv. Pyramidalis del Turkestan, sono utilizzate a scopi ornamentali nei parchi.